# Bernardino Corniani
Bernardino Corniani (1626–1689) foi um prelado católico romano que serviu como bispo de Pula (1664–1689).

## Biografia
Bernardino Corniani nasceu em Veneza, na Itália. A 11 de fevereiro de 1664, foi nomeado pelo Papa Alexandre VII como Bispo de Pula, onde serviu até à sua morte a 28 de janeiro de 1689.
Enquanto bispo, foi o consagrador principal de Aleksandar Ignacije Mikulić Brokunovečki, Bispo de Knin (1688), e o co-consagrador principal de Nikola Spanic, Bispo de Korčula.